# Which side are you on?
Which side are you on? é um álbum não oficial da banda de punk rock Dropkick Murphys, lançado em 2005.[carece de fontes?] O álbum foi gravado ao vivo em uma sessão acústica na rádio WFNX em 4 de Fevereiro de 2001. 

## Faixas
| Lado A |                          |         |  |
| N.º    | Título                   | Duração |  |
| 1.     | "The Torch"              | 3:56    |  |
| 2.     | "Boys On The Docks"      | 2:49    |  |
| 3.     | "Which Side Are You On?" | 2:08    |  |
| 4.     | "The Gangs All Here"     | 2:55    |  |
| 5.     | "Wild Rover"             | 3:15    |  |
| 6.     | "Amazing Grace"          | 2:39    |  |

| Lado B |                            |         |  |
| N.º    | Título                     | Duração |  |
| 1.     | "The Fighting 69th"        | 3:35    |  |
| 2.     | "Fortunate Son"            | 2:57    |  |
| 3.     | "The Rocky Road To Dublin" | 2:41    |  |
| 4.     | "Finnegan's Wake"          | 3:35    |  |
| 5.     | "Hoedown On The MBTA"      | 1:10    |  |